# 九條今日子
九條 今日子（くじょう きょうこ、1935年10月22日 - 2014年4月30日）は、日本の女優、演劇、映画プロデューサー。東京都麻布出身。女優時代の芸名は九条映子（九條映子）。本名：寺山 映子（てらやま えいこ）。1963年から1970年まで寺山修司と婚姻関係にあった。

## 人物
- 三輪田学園中学校・高等学校卒業後、九条映子の名で松竹歌劇団の舞台でデビュー。その後、松竹映画に移り、野村芳太郎監督の映画『黄色いさくらんぼ』（1960年）などに出演した[1]。
- 1963年4月寺山修司と結婚、引退。主婦業中心の生活となり、しばらく芸能界から遠ざかる[2][3]。
- 1967年に寺山修司、横尾忠則らが「演劇実験室・天井桟敷」を創立し、九條は製作を担当。また、映画の製作も行った[1]。
- 1970年に寺山と離婚した（但し、寺山の姓のまま）。1983年に寺山が死去した後は、寺山作品の著作権管理を担当し、全国各地で講演を行った。近年では2009年に弘前学院大学で講演を行った。
- 有限会社テラヤマ・ワールドの代表取締役を務めた。
- 三沢市寺山修司記念館名誉館長。三沢市観光大使。
- 2014年4月30日、肝硬変による食道静脈瘤破裂のため東京都内の自宅で死去[4]。78歳没。

## 映画
- 有楽町0番地（1958年、松竹） - 出演
- 明日をつくる少女（1958年、松竹） - 出演
- 新家庭問答（1958年、松竹） - 出演
- 顔役（1958年、松竹） - 出演
- 花嫁の抵抗（1958年、松竹） - 出演
- 悪女の季節（1958年、松竹） - 出演
- 体当りすれすれ娘（1959年、松竹） - 出演 ※主演
- 素晴らしき十九才（1959年、松竹） - 出演
- 三人姉妹（1959年、松竹） - 出演
- 三羽烏三代記（1959年、松竹） - 出演
- 広い天（1959年、松竹） - 出演
- 幸福な家族（1959年、松竹） - 出演
- 空かける花嫁（1959年、松竹） - 出演
- 花嫁雲にのる（1959年、松竹） - 出演
- どんと行こうぜ（1959年、松竹） - 出演
- 番頭はんと丁稚どん（1960年、松竹） - 出演
- 二度とないぞ青春は（1960年、松竹） - 出演
- 続番頭はんと丁稚どん（1960年、松竹） - 出演
- 親バカ子バカ（1960年、松竹） - 出演
- 若手三羽烏 女難旅行（1960年、松竹） - 出演
- 銀座のお兄ちゃん挑戦す（1960年、松竹） - 出演
- 禁男の砂 真夏の情事（1960年、松竹） - 出演
- 乾いた湖（1960年、松竹） - 出演
- 黄色いさくらんぼ（1960年、松竹） - 出演
- しかも彼等は行く（1960年、松竹） - 出演
- 恋とのれん（1961年、松竹） - 出演
- 続々番頭はんと丁稚どん（1961年、松竹） - 出演
- はったり青年紳士（1961年、松竹） - 出演
- 田園に死す（1974年、人力飛行機舎・ATG） - 製作
- 疱瘡譚（1975年） - 製作
- 審判（1975年、人力飛行機舎） - 製作
- 消ゴム（1977年、人力飛行機舎） - 製作
- 書見機（1977年、人力飛行機舎） - 製作
- 影の映画 二頭女（1977年、人力飛行機舎） - 製作
- 一寸法師を記述する試み（1977年、人力飛行機舎） - 製作
- 上海異人娼館 チャイナ・ドール（1981年、アルゴス・フィルム・人力飛行機舎） - 製作
- さらば箱舟（1984年、ATG・人力飛行機舎・劇団ひまわり） - 製作
- へんりっく 寺山修司の弟（2009年、ワイズ出版） - 出演

## 著書
- 回想・寺山修司 百年たったら帰っておいで (角川文庫)
- ムッシュウ・寺山修司（ちくま文庫）
- 寺山修司・斎藤慎爾の世界―永遠のアドレッセンス

ほか

## 九條を扱った作品
- 寺山修司 彼と私の物語 -九條今日子の告白 - 著：青目海